# Dani Olmo
Daniel Olmo Carvajal (sinh ngày 7 tháng 5 năm 1998), thường được biết đến với tên gọi Dani Olmo, là một cầu thủ bóng đá chuyên nghiệp người Tây Ban Nha hiện đang thi đấu cho câu lạc bộ La Liga Barcelona và đội tuyển bóng đá quốc gia Tây Ban Nha ở vị trí tiền vệ tấn công hoặc tiền vệ cánh.
Trưởng thành từ lò đào tạo La Masia, Olmo bắt đầu sự nghiệp thi đấu của mình vào năm 2015 trong màu áo Dinamo Zagreb. Tại đây anh đã có 124 lần ra sân và cùng với các đồng đội năm lần vô địch giải quốc nội và ba lần giành cúp Croatia. Năm 2020, anh chuyển sang thi đấu cho RB Leipzig, nơi anh cùng với các đồng đội hai lần liên tiếp vô địch giải DFB-Pokal và giành thêm DFL-Supercup vào năm 2023.
Là tuyển thủ trẻ của đội tuyển Tây Ban Nha, Olmo đã từng giành chức vô địch UEFA U-21 Euro 2019 và lên ngôi á quân tại Olympic 2020. Sau đó, anh có trận ra mắt đội tuyển cấp chuyên nghiệp vào năm 2019, và đã đại diện cho đất nước của mình tham dự UEFA Nations League 2023, FIFA World Cup 2022 và hai kỳ UEFA Euro vào các năm 2020 và 2024. Ngoài việc giành chức vô địch UEFA Nations League 2023 và UEFA Euro 2024, Olmo còn là người đồng giành danh hiệu vua phá lưới tại giải đấu sau này.

## Sự nghiệp câu lạc bộ

### Những năm đầu sự nghiệp
Dani Olmo sinh ra ở Terrassa, Barcelona, Catalonia. Khi mới 9 tuổi, anh gia nhập học viện trẻ của FC Barcelona từ câu lạc bộ láng giềng RCD Espanyol.

### Dinamo Zagreb
Dani Olmo gia nhập Dinamo Zagreb vào ngày 31 tháng 7 năm 2014, khi mới 16 tuổi. Anh ra mắt đội một trong trận đấu với Lokomotiva Zagreb vào ngày 7 tháng 2 năm 2015, vào sân thay cho Paulo Machado ở phút thứ 76 trong chiến thắng 2-1 trên sân nhà. Bàn thắng đầu tiên của anh cho Dinamo Zagreb đến vào ngày 22 tháng 9 năm 2015, trong chiến thắng 7-1 trước Oštrc Zlatar ở vòng 1 cúp quốc gia.
Vào ngày 22 tháng 8 năm 2016, Olmo ký hợp đồng mới có thời hạn 4 năm với Dinamo Zagreb. Anh ghi được 3 bàn thắng trong 4 trận đấu khi đội giành ngôi á quân cúp quốc gia, bao gồm 1 bàn trong trận thua 3-1 trước Rijeka trong trận chung kết; Bốn ngày trước đó, anh ghi bàn thắng đầu tiên ở giải vô địch quốc gia trong chiến thắng 5-2 trên sân nhà trước Rijeka, đội đã là nhà vô địch giải đấu.
Olmo kiến tạo cho Izet Hajrović bàn thắng thứ ba và ghi bàn thắng thứ tư trong chiến thắng 4-1 của Dinamo Zagreb trước Fenerbahçe ở Europa League vào ngày 20 tháng 9 năm 2018. Vào ngày 17 tháng 12, Olmo được vinh danh là Cầu thủ hay nhất Prva HNL năm 2018. Olmo đứng thứ 11 trong giải thưởng Golden Boy của Tuttosport năm 2018, trước những cầu thủ như Kylian Mbappé và Josip Brekalo. Vào ngày 14 tháng 2 năm 2019, anh ghi bàn thắng duy nhất trong trận đấu vòng 32 Europa League với Viktoria Plzeň, trận đấu kết thúc với tỷ số 2-1. Vào ngày 3 tháng 6, anh được bầu chọn là Cầu thủ hay nhất và Cầu thủ trẻ hay nhất mùa giải Prva HNL 2018-19.
Olmo ra mắt Champions League vào ngày 18 tháng 9 năm 2019, trong chiến thắng 4-0 của Dinamo Zagreb trước Atalanta. Anh ghi bàn thắng đầu tiên trong giải đấu vào ngày 22 tháng 10, trong trận hòa 2-2 với Shakhtar Donetsk. Bàn thắng duy nhất của anh cho Dinamo tại Champions League là trong trận thua 1-4 trước Manchester City vào ngày 11 tháng 12. Dinamo kết thúc ở cuối bảng đấu.

### RB Leipzig

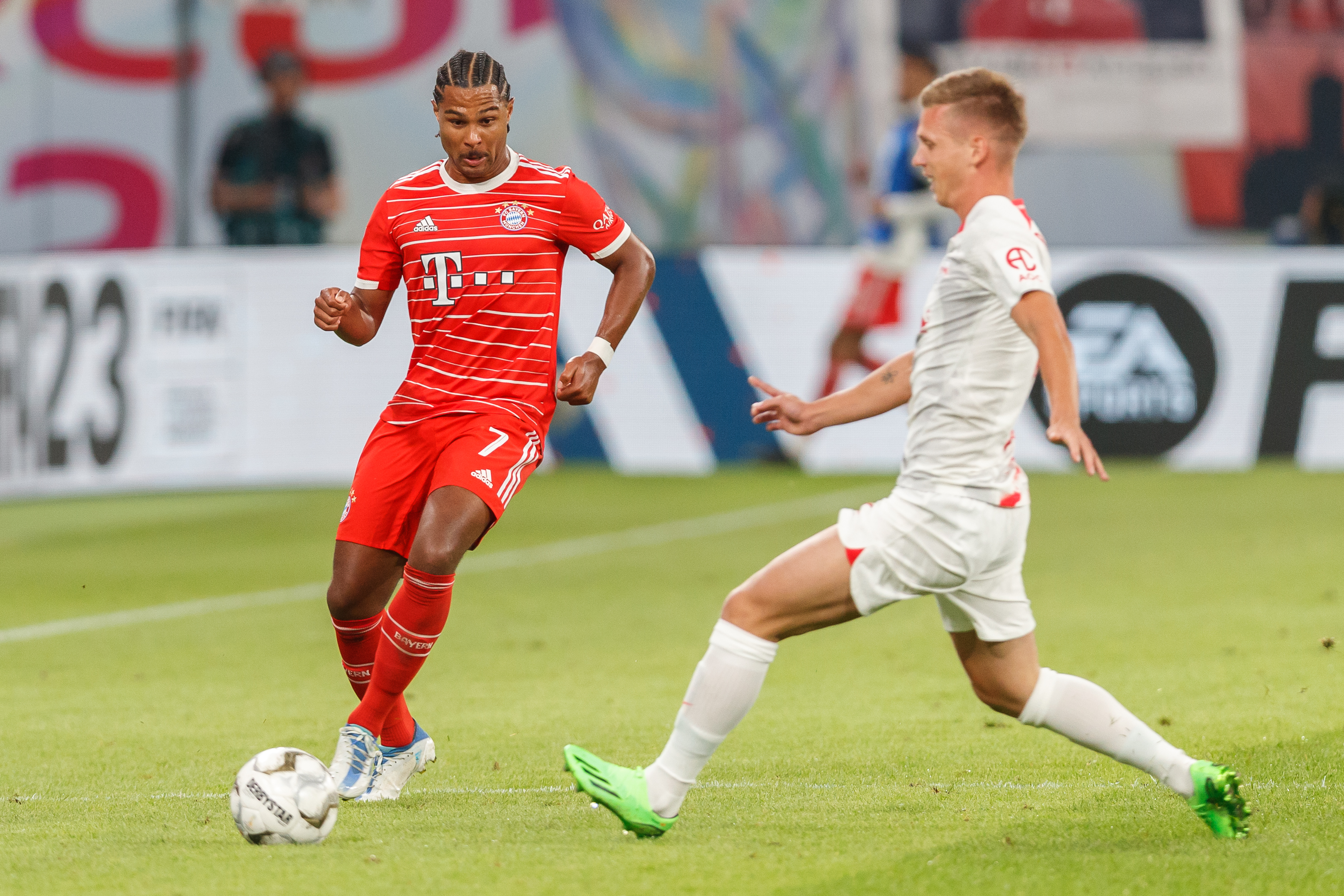
Olmo (phải) và Serge Gnabry của Bayern Munich trong trận DFL-Supercup 2022

Olmo gia nhập RB Leipzig vào ngày 25 tháng 1 năm 2020, với bản hợp đồng 4 năm. Anh ra mắt đội bóng một tuần sau đó, trong trận hòa 2-2 với Borussia Mönchengladbach, vào sân thay cho Tyler Adams ở phút thứ 69. Anh ghi bàn thắng duy nhất trong trận thua 3-1 trước Eintracht Frankfurt ở DFB-Pokal vào ngày 4 tháng 2, khi vào sân thay cho Amadou Haidara ở hiệp hai.
Olmo ra mắt đội hình xuất phát của Leipzig vào ngày 9 tháng 2 năm 2020, trong trận đấu với Bayern Munich kết thúc với tỷ số hòa 0-0, anh được thay ra bởi Patrik Schick ở phút thứ 69. Vào ngày 12 tháng 6, anh ghi hai bàn thắng trong chiến thắng 2-0 trước 1899 Hoffenheim. Vào ngày 13 tháng 8, anh ghi bàn thắng mở tỷ số trong chiến thắng 2-1 trước Atlético Madrid tại Estádio José Alvalade, giúp Leipzig lần đầu tiên trong lịch sử câu lạc bộ tiến vào bán kết Champions League.
Dani Olmo đã đóng góp tích cực cho chiến thắng của RB Leipzig tại DFB-Pokal mùa giải 2021–22. Anh ghi bàn thắng kết thúc chiến thắng 2-0 trên sân nhà trước Hansa Rostock ở vòng 16 vào ngày 19 tháng 1. Trong trận chung kết, anh vào sân thay thế Kevin Kampl ở phút 69 và ghi bàn trong loạt sút luân lưu sau khi hòa 1-1 với SC Freiburg. Với hai phút của hiệp phụ còn lại, anh bị Nicolas Höfler phạm lỗi trong vòng cấm và Kampl bị đuổi khỏi băng ghế dự bị vì yêu cầu đá phạt đền. Vào ngày 30 tháng 7, Olmo một lần nữa thay thế Kampl và ghi bàn thắng an ủi trong trận thua 5-3 trước Bayern Munich tại DFL-Supercup 2022.
Vào ngày 12 tháng 8 năm 2023, Olmo đã lập hat-trick trong trận DFL-Supercup gặp Bayern Munich, ghi bàn thắng duy nhất của trận đấu.

## Sự nghiệp quốc tế

### Đội trẻ
Dani Olmo là thành viên của đội tuyển Tây Ban Nha tham dự Giải vô địch bóng đá U17 châu Âu 2015 tại Bulgaria. Trong trận tứ kết, Tây Ban Nha bị Đức loại sau loạt sút luân lưu, trong đó Olmo ghi bàn. Tuy nhiên, trong trận tranh vé dự World Cup U17 gặp Anh, Olmo lại sút hỏng trong loạt sút luân lưu, khiến Tây Ban Nha một lần nữa phải dừng bước. Vào cuối năm 2017, giám đốc Tomislav Svetina của Dinamo Zagreb cho biết câu lạc bộ đang làm mọi thứ có thể để giúp cầu thủ trẻ này có được quốc tịch Croatia. Bản thân Olmo cũng thể hiện mong muốn chuyển sang thi đấu cho Croatia ở cấp độ quốc tế. Tuy nhiên, vào tháng 10 năm 2018, anh đã ra mắt đội tuyển U21 Tây Ban Nha.
Dani Olmo là một trong những cầu thủ xuất sắc nhất của đội tuyển Tây Ban Nha đã giành chức vô địch Giải vô địch bóng đá U21 châu Âu UEFA 2019 tại Ý và San Marino. Anh ra sân 4 trận, kiến tạo 1 bàn thắng và ghi 3 bàn thắng, trong đó có 1 bàn thắng trong trận chung kết giúp anh được bầu chọn là Cầu thủ xuất sắc nhất trận đấu.

### Đội tuyển quốc gia
Dani Olmo được triệu tập lên đội tuyển quốc gia Tây Ban Nha lần đầu tiên vào tháng 11 năm 2019, để tham dự hai trận vòng loại Euro 2020 gặp Malta và Romania. Anh ra mắt đội tuyển trong trận đấu với Malta vào ngày 15 tháng 11, khi vào sân thay thế Álvaro Morata ở phút thứ 66 và ghi bàn thắng chỉ sau 3 phút. Chiến thắng 7-0 của Tây Ban Nha trước Malta là trận đấu đầu tiên của Olmo và Pau Torres, và cũng là lần đầu tiên hai cầu thủ Tây Ban Nha ghi bàn trong trận ra mắt sau 30 năm.
Dani Olmo được triệu tập vào đội tuyển Tây Ban Nha tham dự Euro 2020 vào ngày 24 tháng 5 năm 2021. Anh đã có một giải đấu thành công, ghi bàn và kiến tạo trong cả hai vòng 16 và tứ kết. Trong trận đấu vòng 16 gặp Croatia, Olmo kiến tạo cho Álvaro Morata và Mikel Oyarzabal ghi bàn trong hiệp phụ, giúp Tây Ban Nha giành chiến thắng 5-3. Anh cũng thực hiện thành công quả đá luân lưu trong trận tứ kết với Thụy Sĩ, giúp Tây Ban Nha giành chiến thắng 3-1. Trong trận bán kết với Italia, Olmo kiến tạo cho Morata ghi bàn gỡ hòa, giúp Tây Ban Nha hòa 1-1 sau hai hiệp chính. Tuy nhiên, Olmo đã sút hỏng quả đá luân lưu trong loạt sút luân lưu, và Italia đã giành chiến thắng 4-2.
Olmo được Luis de la Fuente triệu tập vào đội hình 22 người của Tây Ban Nha tham dự Thế vận hội Olympic mùa hè 2020 vào ngày 29 tháng 6 năm 2021. Trên hành trình giành huy chương bạc Olympic của Tây Ban Nha, Olmo đã có một pha kiến tạo trong trận hòa 1-1 với Argentina, và một bàn thắng cùng một pha kiến tạo trong chiến thắng 5-2 trước Bờ Biển Ngà. Anh được xếp đá chính trong trận chung kết mà Tây Ban Nha thua Brazil với tỷ số 2-1.
Vào ngày 11 tháng 11 năm 2022, Olmo được Luis Enrique triệu tập vào danh sách 26 cầu thủ tham dự FIFA World Cup 2022. Trong trận mở màn vòng bảng gặp Costa Rica, Olmo đã ghi bàn thắng thứ nhất và kiến tạo bàn thắng thứ bảy giúp Tây Ban Nha giành chiến thắng 7-0, trở thành chiến thắng đậm nhất của Tây Ban Nha tại World Cup. Anh cũng ra sân trong trận hòa 1-1 với Đức và trận thua 2-1 trước Nhật Bản. Anh cũng đá chính trong trận vòng 1/8 của Tây Ban Nha gặp Morocco, trận đấu mà Tây Ban Nha đã để thua 3-0 trên chấm phạt đền sau khi hòa 0-0 sau hiệp phụ.

## Cuộc sống cá nhân
Cha của Dani Olmo là một cầu thủ bóng đá đã giải nghệ. Ông từng chơi chuyên nghiệp ở vị trí tiền đạo cho các đội bóng hạng dưới ở Tây Ban Nha. Anh trai của Dani, Carlos, cũng là một cầu thủ bóng đá và chơi ở vị trí hậu vệ. Carlos từng sống ở Croatia trong nhiều năm, thi đấu cho đội dự bị của Dinamo Zagreb và Lokomotiva Zagreb. Dani Olmo có thể nói tiếng Croatia trôi chảy.

## Thống kê nghề nghiệp

### Câu lạc bộ
Tính đến  trận đấu diễn ra ngày 3 tháng 5 năm 2024
| Câu lạc bộ          | Mùa giải            | Giải đấu            | Giải đấu | Giải đấu | Cúp quốc gia | Cúp quốc gia | Châu Âu | Châu Âu | Khác | Khác | Tổng cộng | Tổng cộng |
| Câu lạc bộ          | Mùa giải            | Hạng đấu            | Trận     | Bàn      | Trận         | Bàn          | Trận    | Bàn     | Trận | Bàn  | Trận      | Bàn       |
| ------------------- | ------------------- | ------------------- | -------- | -------- | ------------ | ------------ | ------- | ------- | ---- | ---- | --------- | --------- |
| Dinamo Zagreb II    | 2015–16             | Druga HNL           | 15       | 1        | —            | —            | —       | —       | —    | —    | 15        | 1         |
| Dinamo Zagreb II    | 2016–17             | Druga HNL           | 10       | 2        | —            | —            | —       | —       | —    | —    | 10        | 2         |
| Dinamo Zagreb II    | Tổng cộng           | Tổng cộng           | 25       | 3        | —            | —            | —       | —       | —    | —    | 25        | 3         |
| Dinamo Zagreb       | 2014–15             | Prva HNL            | 5        | 0        | —            | —            | —       | —       | —    | —    | 5         | 0         |
| Dinamo Zagreb       | 2015–16             | Prva HNL            | 1        | 0        | 1            | 1            | —       | —       | —    | —    | 2         | 1         |
| Dinamo Zagreb       | 2016–17             | Prva HNL            | 14       | 1        | 4            | 3            | —       | —       | —    | —    | 18        | 4         |
| Dinamo Zagreb       | 2017–18             | Prva HNL            | 26       | 8        | 5            | 1            | 2       | 0       | —    | —    | 33        | 9         |
| Dinamo Zagreb       | 2018–19             | Prva HNL            | 25       | 8        | 3            | 1            | 16      | 3       | —    | —    | 44        | 12        |
| Dinamo Zagreb       | 2019–20             | Prva HNL            | 9        | 3        | 2            | 0            | 11      | 5       | —    | —    | 22        | 8         |
| Dinamo Zagreb       | Tổng cộng           | Tổng cộng           | 80       | 20       | 15           | 6            | 29      | 8       | —    | —    | 124       | 34        |
| RB Leipzig          | 2019–20             | Bundesliga          | 12       | 3        | 1            | 1            | 2       | 1       | —    | —    | 15        | 5         |
| RB Leipzig          | 2020–21             | Bundesliga          | 32       | 5        | 6            | 1            | 8       | 1       | —    | —    | 46        | 7         |
| RB Leipzig          | 2021–22             | Bundesliga          | 19       | 3        | 4            | 1            | 8       | 0       | —    | —    | 31        | 4         |
| RB Leipzig          | 2022–23             | Bundesliga          | 23       | 2        | 4            | 2            | 3       | 0       | 1    | 1    | 31        | 5         |
| RB Leipzig          | 2023–24             | Bundesliga          | 21       | 4        | 0            | 0            | 3       | 1       | 1    | 3    | 25        | 8         |
| RB Leipzig          | Tổng cộng           | Tổng cộng           | 107      | 17       | 15           | 5            | 24      | 3       | 2    | 4    | 148       | 29        |
| Barcelona           | 2024–25             | La Liga             | 3        | 3        | 0            | 0            | 0       | 0       | 0    | 0    | 3         | 3         |
| Tổng cộng sự nghiệp | Tổng cộng sự nghiệp | Tổng cộng sự nghiệp | 212      | 40       | 30           | 11           | 53      | 11      | 2    | 4    | 297       | 66        |

1. ↑  Bao gồm Cúp bóng đá Croatia, Cúp bóng đá Đức
2. ↑  Số lần ra sân ở UEFA Europa League
3. ↑  Sáu lần ra sân và một bàn thắng ở UEFA Champions League, mười lần ra sân và hai bàn thắng ở UEFA Europa League
4. 1 2 3 4 5  Số lần ra sân ở UEFA Champions League
5. ↑  Hai lần ra sân ở UEFA Champions League, sáu lần ra sân ở UEFA Europa League
6. 1 2  Số lần ra sân ở DFL-Supercup

### Quốc tế
Tính đến ngày 14 tháng 7 năm 2024
| Đội tuyển quốc gia | Năm       | Trận | Bàn |
| ------------------ | --------- | ---- | --- |
| Tây Ban Nha        | 2019      | 1    | 1   |
| Tây Ban Nha        | 2020      | 7    | 0   |
| Tây Ban Nha        | 2021      | 10   | 2   |
| Tây Ban Nha        | 2022      | 11   | 2   |
| Tây Ban Nha        | 2023      | 3    | 2   |
| Tây Ban Nha        | 2024      | 7    | 4   |
| Tổng cộng          | Tổng cộng | 39   | 11  |

Tính đến ngày 9 tháng 7 năm 2024
Bàn thắng và kết quả của Tây Ban Nha được để trước
| #  | Ngày                 | Địa điểm                                              | Số trận | Đối thủ    | Bàn thắng | Kết quả      | Giải đấu                      |
| -- | -------------------- | ----------------------------------------------------- | ------- | ---------- | --------- | ------------ | ----------------------------- |
| 1  | 15 tháng 11 năm 2019 | Sân vận động Ramón de Carranza, Cádiz, Tây Ban Nha    | 1       | Malta      | 5–0       | 7–0          | Vòng loại UEFA Euro 2020      |
| 2  | 28 tháng 3 năm 2021  | Boris Paichadze Dinamo Arena, Tbilisi, Gruzia         | 10      | Gruzia     | 2–1       | 2–1          | Vòng loại FIFA World Cup 2022 |
| 3  | 31 tháng 3 năm 2021  | Sân vận động La Cartuja, Sevilla, Tây Ban Nha         | 11      | Kosovo     | 1–0       | 3–1          | Vòng loại FIFA World Cup 2022 |
| 4  | 26 tháng 3 năm 2022  | Sân vận động RCDE, Cornellà de Llobregat, Tây Ban Nha | 19      | Albania    | 2–1       | 2–1          | Giao hữu                      |
| 5  | 23 tháng 11 năm 2022 | Sân vận động Al Thumama, Doha, Qatar                  | 26      | Costa Rica | 1–0       | 7–0          | FIFA World Cup 2022           |
| 6  | 25 tháng 3 năm 2023  | Sân vận động La Rosaleda, Málaga, Tây Ban Nha         | 30      | Na Uy      | 1–0       | 3–0          | Vòng loại UEFA Euro 2024      |
| 7  | 8 tháng 9 năm 2023   | Boris Paichadze Dinamo Arena, Tbilisi, Gruzia         | 32      | Gruzia     | 3–0       | 7–1          | Vòng loại UEFA Euro 2024      |
| 8  | 26 tháng 3 năm 2024  | Sân vận động Santiago Bernabeu, Madrid, Tây Ban Nha   | 33      | Brasil     | 2–0       | 3–3          | Giao hữu                      |
| 9  | 30 tháng 6 năm 2024  | RheinEnergieStadion, Cologne, Đức                     | 36      | Gruzia     | 4–1       | 4–1          | UEFA Euro 2024                |
| 10 | 5 tháng 7 năm 2024   | MHPArena, Stuttgart, Đức                              | 37      | Đức        | 1–0       | 2–1 (s.h.p.) | UEFA Euro 2024                |
| 11 | 9 tháng 7 năm 2024   | Allianz Arena, Munich, Đức                            | 38      | Pháp       | 2–1       | 2–1          | UEFA Euro 2024                |

## Danh hiệu
Dinamo Zagreb
- Prva HNL: 2014–15, 2015–16, 2017–18, 2018–19, 2019–20
- Croatian Cup: 2014–15, 2015–16, 2017–18
- Croatian Super Cup: 2019

RB Leipzig
- DFB-Pokal: 2021–22,[58] 2022–23[59]
- DFL-Supercup: 2023[60]

U-21 Tây Ban Nha
- Giải vô địch bóng đá U-21 châu Âu: 2019

U-23 Tây Ban Nha
- Huy chương bạc Thế vận hội mùa hè: 2020[47]

Tây Ban Nha
- UEFA European Championship: 2024[61]
- UEFA Nations League: 2022–23[62]

Cá nhân
- Đội hình tiêu biểu của Giải vô địch U21 châu Âu UEFA: 2019[63]
- Đội hình đột phá UEFA Champions League: 2019[64]
- Cầu thủ Prva HNL của năm: 2018[13]
- Cúp bóng đá – Cầu thủ Prva HNL xuất sắc nhất: 2019[65]
- Cúp bóng đá – Cầu thủ U-21 Prva HNL xuất sắc nhất: 2019[65]
- Cúp bóng đá – Đội Prva HNL của năm: 2019[65]
- Cầu thủ xuất sắc nhất năm của GNK Dinamo Zagreb: 2019
- Hội nghị chuyên đề thể thao quốc tế SIMPOSAR – Khám phá của năm: 2019[66][67]